# Ribes-Zeggeroest
Ribes-Zeggeroest (Puccinia caricina) is een heteroecische roest die tot de Basidiomycota behoort.

## Levenscyclus
De schimmel heeft een ingewikkelde cyclus, waarbij zeggesoorten (Carex) de primaire waardplanten zijn. De schimmel tast ook het blad, de bladstelen en de jonge vruchten van de secundaire waardplant de Ribes aan. Op de zegge worden teleutosporen, basidiosporen en urediniosporen gevormd en op Ribes-soorten spermatiën op de bovenzijde van het blad en aecidiosporen op de onderzijde. Aangetast worden onder andere alpenbes, gele ribes, zwarte bes, aalbes, rode ribes, kruisbes.

## Morfologie
De spermogonia en aecia zijn komvormig en vormen gele, chlorotische vlekken. De lichtbruine uredinia vormen zich binnen de gele vlekken aan de onderkant van de bladeren. Ze vormen urediniosporen met 1–2 µm dikke wanden en 3–4, equatoriale kiemporiën. De telia zijn zwartbruin. Ze vormen 2-cellige, 50 mµ lange en 19 mµ brede teleutosporen, die op de tussenwand bijna niet ingesnoerd zijn. De teleutospore loopt naar de steel taps toe. De steel heeft ongeveer dezelfde lengte als de teleutospore.

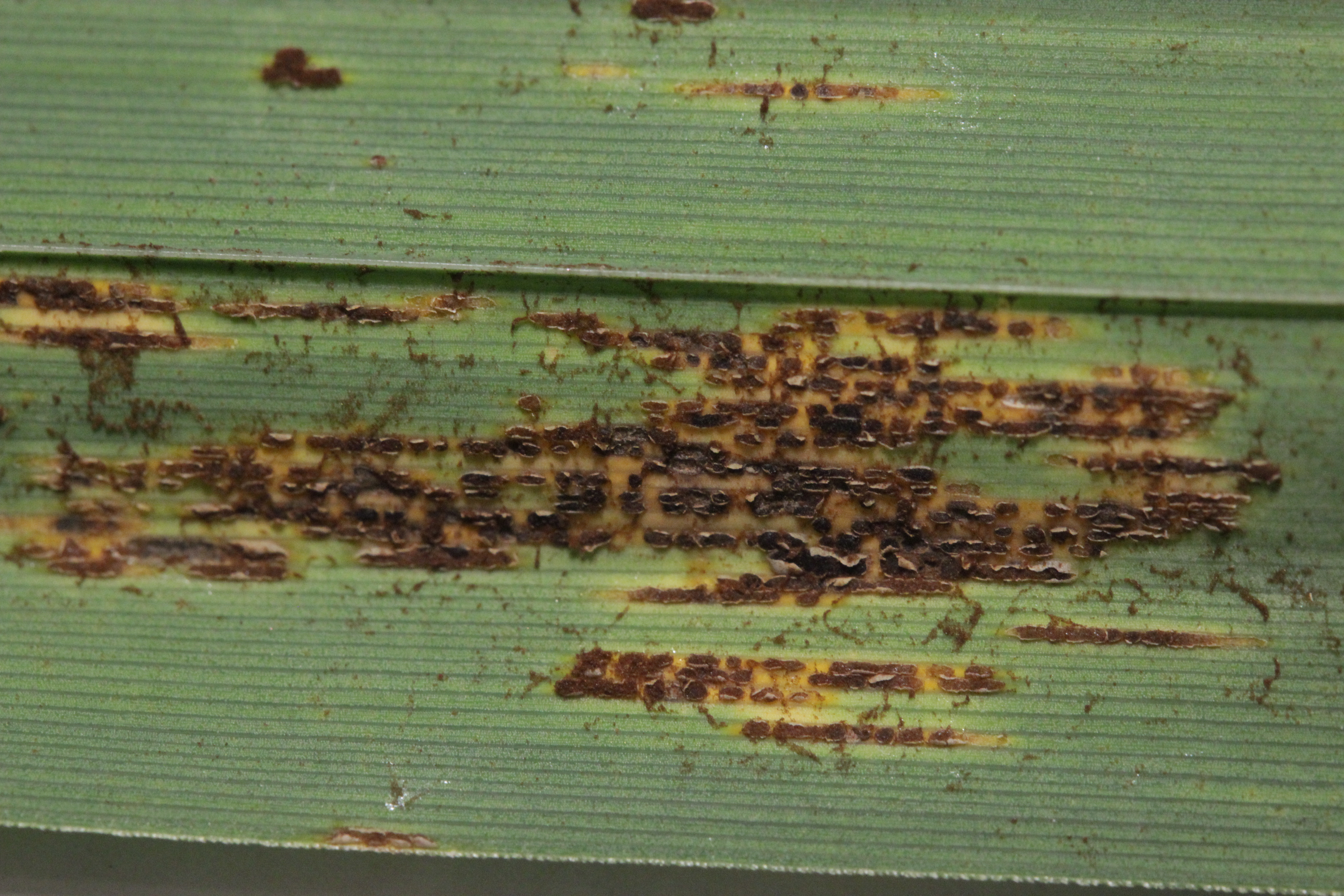
Uredinia (onder) en telia (boven)
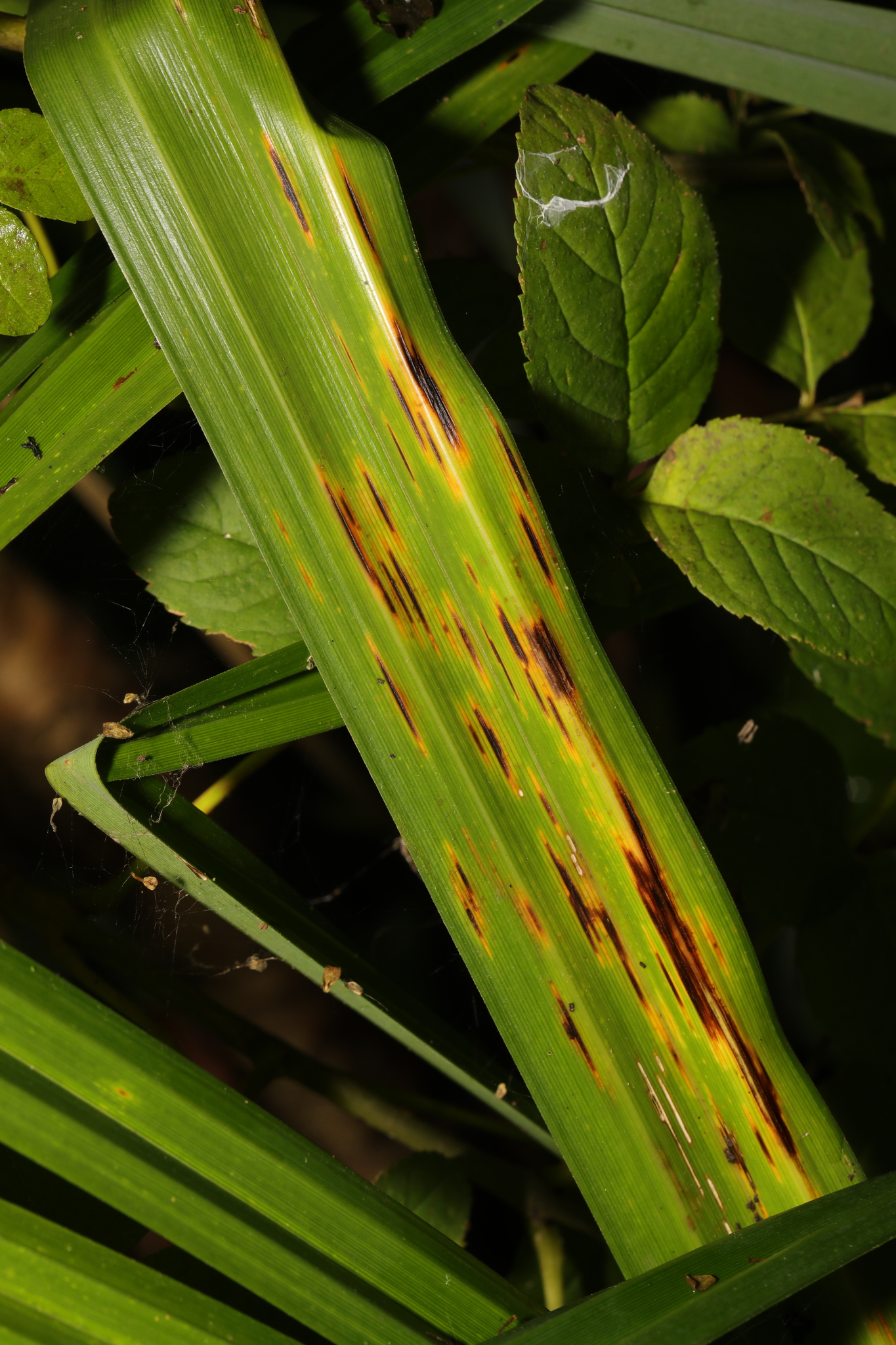
Telia
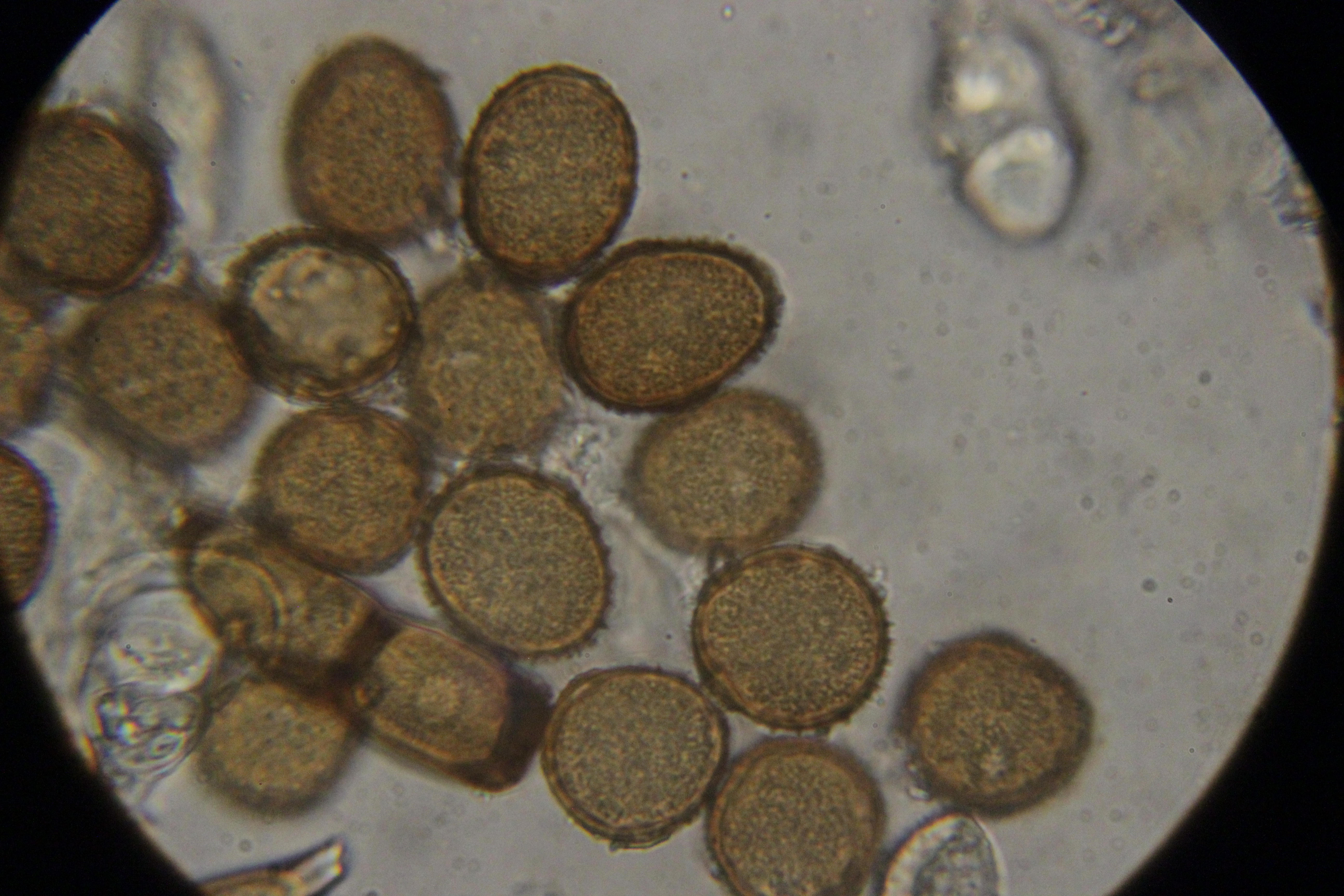
Urediniosporen
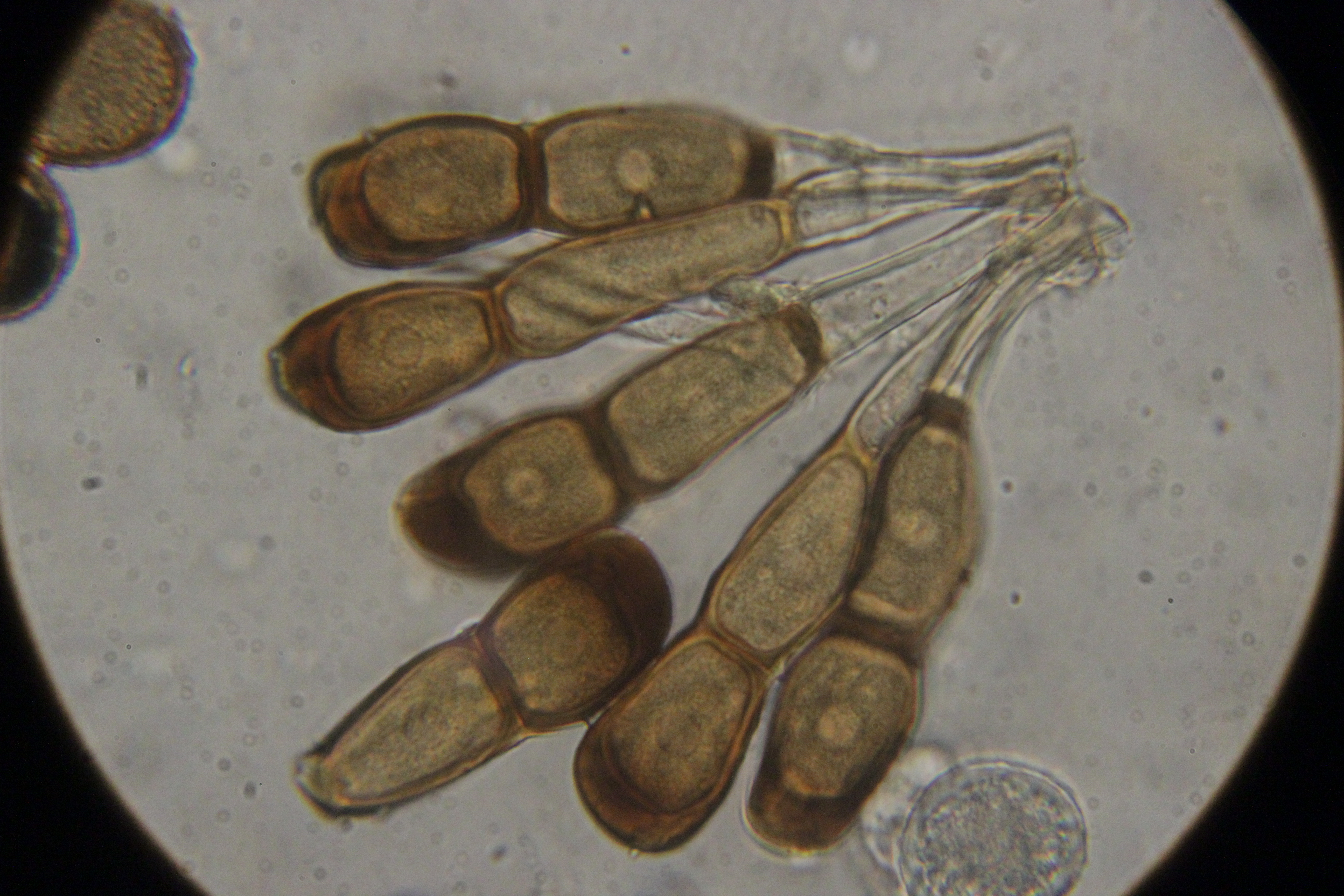
Teliosporen

## Parasitering
Ribes-Zeggeroest uredinia worden geparasiteerd door de hyperparasiet Eudarluca caricis.